# Henrik Ibsen

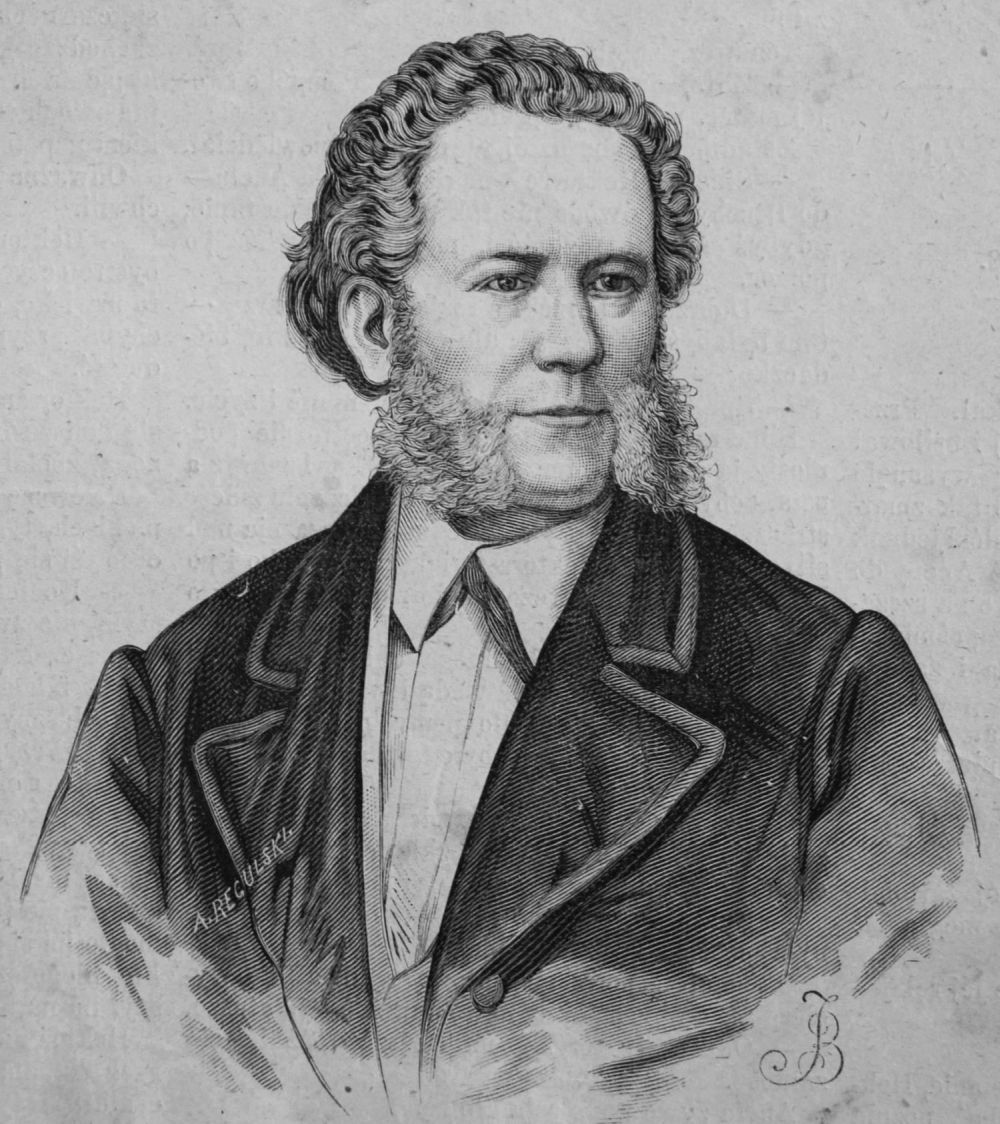
Portret Henryka Ibsena,
drzeworyt Aleksandra Regulskiego na podstawie rysunku Józefa Buchbindera (1882)

Henrik Johan Ibsen (w pisowni spolszczonej Henryk Ibsen; ur. 20 marca 1828 w Skien, zm. 23 maja 1906 w Christianii, obecnie Oslo) – dramatopisarz norweski.

## Życiorys
Urodził się w rodzinie kupieckiej jako najstarszy z pięciorga rodzeństwa. Kiedy miał 8 lat, jego ojciec zbankrutował. W 1843, zaraz po konfirmacji, Ibsen przeniósł się do Grimstad, gdzie pracował jako pomocnik aptekarski. W czasie sześciu lat spędzonych w Grimstad podjął pierwsze próby literackie. Jako osiemnastolatek został ojcem dziecka z nieprawego łoża, którego matką była starsza od Ibsena służąca. Z nieślubnym synem pisarz nie utrzymywał kontaktów.
W 1850 Ibsen przeniósł się do Christianii, gdzie odbył się jego debiut sceniczny – w teatrze Christiania wystawiono Kjæmpehøien (Grób Hunów). Wkrótce pisarz przeniósł się do Bergen, gdzie w latach 1851–1857 współtworzył wraz ze skrzypkiem Ole Bullem teatr Det Norske Theater. W teatrze tym pracował jako pomocnik reżysera i dramaturg. Na deskach Det Norske Theater odbyło się wiele premier sztuk Ibsena. W 1857 pisarz poznał Zuzannę Thoresen, z którą ożenił się rok później. Z tego związku urodził się syn Sigurd w 1859, który jako doktor prawa pracował w dyplomacji.
W 1857 Ibsen przeniósł się ponownie do stolicy, gdzie otrzymał stanowisko szefa Norweskiego Teatru Kristiania. Lata 1857–1864 określa się jako najcięższe w życiu pisarza. Rozczarowany postawą Norwegii, która nie pomogła Danii napadniętej przez Prusy, a także problemy finansowe rodziny sprawiły, że pisarz zdecydował się emigrować z kraju. Otrzymawszy stypendium z parlamentu norweskiego, wyjechał wraz z rodziną na południe. Przez kolejne 27 lat przebywał we Włoszech i w Niemczech, zamieszkując w Rzymie, Kopenhadze, Paryżu, Suezie, Dreźnie, Monachium, Sztokholmie, Sorrento, Amalfi.
We Włoszech nastąpił literacki przełom dramaturga. W przypływie nowych sił twórczych napisał tam Branda i Peera Gynta. W 1868 r. Ibsen przeniósł się do Monachium, a kilka lat później – w 1875 – do Drezna. Tam też powstały jego głośne sztuki, takie jak Nora, Dzika kaczka czy Hedda Gabler. Dopiero w 1891 Ibsen powrócił do Norwegii, już jako znany i ceniony pisarz. Jego sztuki zaczęto wtedy grywać w całej Europie, zaś problemy, które poruszał Ibsen, wywoływały burzliwą debatę w norweskim społeczeństwie. Ostatnie lata życia Ibsen spędził w Christianii, gdzie był jednym z najznamienitszych obywateli.

## Twórczość
Pierwsze dramaty Ibsena zaliczyć można do nurtu narodowego romantyzmu – dramaturg był wówczas głównie pod wpływem utworów duńskiego pisarza Adama Oehlenschlägera. Widać to zwłaszcza w jego drugim utworze Grób Hunów. Tematem wielu dramatów Ibsena były wydarzenia historyczne – bądź to z czasów starożytnego Rzymu (Katylina, Cesarz i Galilejczyk), bądź ze średniowiecznej Norwegii (Rycerze Północy, Pretendenci do tronu, Uroczystość na Solhaugu, Pani zamku Östrot). W wielu utworach inspirowanych historią Norwegii pisarz wykorzystał dawne baśnie, sagi i wierzenia ludowe.
Faza narodowego romantyzmu (1850–1863) zakończyła się w twórczości Ibsena wraz z Pretendentami do tronu. Ibsen, rozczarowany postawą Norwegów w konflikcie między Danią a Prusami, porzucił raz na zawsze tematykę narodową, skupiając się na bardziej uniwersalnych tematach. Wiele dramatów napisanych po przełomie ukazuje sylwetki nieprzystosowanych do świata indywidualistów (Brand, Gregers Werle z Dzikiej kaczki, Ruben ze Gdy się zbudzimy spośród zmarłych). Przeciwieństwem heroicznego pastora Branda jest inna słynna postać ibsenowska – Peer Gynt. Dramat, którego Peer jest głównym bohaterem, pełen jest alegorii i elementów baśniowych. Zalicza się go dziś do jednego z najpopularniejszych tekstów Ibsena. Do tej popularności przyczyniła się niewątpliwie utrzymana w duchu romantyzmu, a skomponowana przez Edvarda Griega muzyka.
W kolejnych latach Ibsen skupił się w swojej twórczości przede wszystkim na tematyce społeczno-obyczajowej, tworząc realistyczne dramaty bezlitośnie odsłaniające zakłamanie świata mieszczańskiego. Z tego okresu (1877–1882) pochodzą takie sztuki jak Podpory społeczeństwa, Nora, wystawiana także pod tytułem Dom lalki, Upiory oraz Wróg ludu. Elementy realizmu łączą się tutaj z naturalizmem, zwłaszcza w Upiorach. Do nurtu mieszczańskiego zaliczyć można również napisaną nieco później Heddę Gabler. Bohaterkami swych utworów Ibsen często czynił kobiety, kreując tak niezwykłe postacie jak Hedda Gabler czy Nora.
W ostatnim okresie twórczości Ibsena (1884–1906) dostrzega się często elementy symbolizmu. Jednocześnie Ibsen kreśli głębokie portrety psychologiczne swoich postaci. O tym, jak doskonałym psychologiem był dramaturg, świadczyć może fakt, że Sigmund Freud przywoływał w swoich esejach m.in. postać Rebeki West z Rosmersholm. Ibsen był także mistrzem w budowaniu dialogu, w którym często powaga i wzniosłość ociera się niemal o patos, nigdy nie przekraczając tej cienkiej granicy.
Głównym obiektem zainteresowania Ibsena był zawsze człowiek i jego bolączki, próby szukania własnego „ja” i miejsca we współczesnym świecie. Dlatego sztuki norweskiego dramaturga nigdy nie straciły na aktualności i wciąż są wystawiane na deskach teatrów na całym świecie.

## Dzieła
Dramaty
(w nawiasach tytuł polski i pierwsze polskie wydanie, o ile miało miejsce)
- Catillina 1850 (Katylina)
- Kjæmpehøien 1850 (Grób Hunów, 1926)
- Sancthansnatten 1852 (Noc świętojańska)
- Fru Inger til Østeraad napisany 1854, wydany 1857 (Pani zamku Östrot, 1905)
- Gildet paa Solhaug 1856 (Uroczystość na Solhaugu, 1926)
- Olaf Liljekrans 1856
- Hærmændene paa Helgeland 1858 (Rycerze Północy, 1902)
- Kærlighedens komedie 1862 (Komedia miłości, 1913)
- Kongs-Emnerne 1863 (Pretendenci do tronu, 1911)
- Brand, 1866 (1903)
- Peer Gynt, 1867 (1910)
- De unges Forbund 1869, (Związek młodzieży, 1905)
- Kejser og Galilæer 1873 (Cesarz i Galilejczyk)
- Samfundets Støtter 1877 (Podpory społeczeństwa, 1899)
- Et Dukkehjem 1879 (Nora, czyli dom lalki, 1882)
- Gengangere 1881 (Upiory, 1891)
- En folkefiende 1882 (Wróg ludu, 1891)
- Vildanden 1884 (Dzika kaczka, 1897)
- Rosmersholm, 1886 (1898)
- Fruen fra havet 1888 (Oblubienica morza, 1889; a także jako Kobieta morska, 1899)
- Hedda Gabler, 1890 (1899)
- Bygmester Solness 1892 (Mistrz Solness, 1893; a także jako Budowniczy Solness, 1899)
- Lille Eyolf 1894 (Mały Eyolf, 1899)
- John Gabriel Borkman 1896 (Jan Gabriel Borkman, 1897)
- Når vi døde vågner 1899 (Gdy się zbudzimy spośród zmarłych, 1900; a także jako Zmartwychwstanie, 1900)

Wiersze
- Digte 1871

Poematy epickie
- Paa Vidderne 1859 (Na szczytach gór)
- Terje Vigen 1861 (Terje Wiegen, 1878)

## Odznaczenia
- Wielka Wstęga Orderu Świętego Olafa (1893)[4][3]
- Order Danebroga – Dania[3]
- Order Wazów – Szwecja[3]
- Order Gwiazdy Polarnej – Szwecja
- Order Medżydów – Imperium Osmańskie[3]
- Komandor Orderu Księcia Meiningen[3]